# Arkàtovo (Tatarstan)
|  | Per a altres significats, vegeu «Arkàtovo». |

Arkàtovo - Аркатово (rus) - és un poble de la República del Tatarstan, a Rússia. El 2010 tenia 29 habitants. Pertany al districte (raion) de Pestretsi.